# Die Himmelsstürmer
Die Himmelsstürmer ist eine Filmkomödie von Michael Dinner aus dem Jahr 1985.

## Handlung
Michael Dunn wird Mitte der 1960er Jahre auf die in Brooklyn ansässige St. Basil’s Catholic Boys School geschickt. Dort gerät er an die strengen, manchmal sadistischen Mönche. Dunn und seine Mitschüler wehren sich gegen die Misshandlungen.
Es wird eine Tanzveranstaltung organisiert, vor der Pater Abruzzi eine Predigt gegen die Lust hält. Michael und die Unternehmerstochter Danni verlieben sich.

## Kritiken
Roger Ebert (Chicago Sun-Times, 11. Februar 1985) verglich den Film mit „Stalag 17“. Der Film habe nicht vor, ernsthaft die katholischen Schulen zu zeigen. Auf einige „inspirierte“ Szenen würden Enttäuschungen folgen. Ebert lobte den Handlungsstrang der Romanze von Michael und Danni sowie den Charakter von Caesar.
Janet Maslin (The New York Times, 8. Februar 1985) schrieb, der Regisseur und der Drehbuchautor hätten ein Gespür für die Zeit, den Ort und für die Charaktere. Der angehängte Epilog sei „überflüssig“. Einige Darsteller wie Donald Sutherland und Andrew McCarthy seien „bemerkenswert“.

## Sonstiges
Der in New York City gedrehte Film startete in den US-Kinos am 8. Februar 1985, in Deutschland am 4. September 1986.